# Arbeitsgemeinschaft Katholischer Frauenverbände und -gruppen
Die Arbeitsgemeinschaft katholischer Frauenverbände und -gruppen (AG Kath) ist ein Zusammenschluss katholischer Frauenverbände und Frauengruppen in gemischten Verbänden, die auf Bundesebene tätig sind. Sie unterstützt die in ihr zusammengeschlossenen Organisationen bei deren Aufgaben, startet Initiativen und erarbeitet Stellungnahmen zu Vorgängen des öffentlichen und kirchlichen Lebens, zeigt gegenüber kirchlichen und staatlichen Stellen Lebensentwürfe und -situationen von Frauen auf und sucht die Zusammenarbeit mit anderen (Frauen-)Verbänden des In- und Auslandes. Gerechtigkeit für Frauen und die gerechte Teilhabe von Frauen an Macht und Verantwortung in Kirche und Gesellschaft sind vorrangige Ziele der gemeinsamen Arbeit.

## Mitglieder
Zur Arbeitsgemeinschaft katholischer Frauenverbände und -gruppen gehören 18 Mitgliedsverbände, die 1,2 Millionen Mitglieder vertreten:
- Berufsgemeinschaft der Pfarrhaushälterinnen
- Berufsverband für Angestellte und Selbstständige in der Hauswirtschaft e.V. (bkh)
- Bund der Deutschen Katholischen Jugend – Bundesfrauenkonferenz (BDKJ)
- Caritas-Konferenzen Deutschlands
- Deutsche Ordensobernkonferenz
- Frauenmissionswerk – Päpstliches Missionswerk der Frauen in Deutschland
- Heliand – Kreis katholischer Frauen
- Hildegardis-Verein e.V.
- IN VIA Verband für Mädchen- und Frauensozialarbeit Deutschland
- Katholische Frauengemeinschaft Deutschlands e.V. (kfd)
- Katholischer Pflegeverband e.V.
- Katholischer Deutscher Frauenbund e.V. (KDFB)
- Kolpingwerk Deutschland gGmbH
- Sozialdienst katholischer Frauen Gesamtverein e.V. (SkF)
- Verband katholischer Frauen in Wirtschaft und Verwaltung e.V. (KKF)
- Verein katholischer deutscher Lehrerinnen (VkdL)

Gaststatus
- Arbeitsstelle für Frauenseelsorge der Deutschen Bischofskonferenz
- SOLWODI Deutschland

## Mitgliedschaften
- Christinnenrat
- Deutscher Frauenrat, Gründungsmitglied 1951